# 旧アイセル川
旧アイセル川（きゅうアイセルがわ、オランダ語: Oude IJssel、ドイツ語: Issel）は、ドイツとオランダを流れる約80kmの長さを有する河川である。アイセル川がライン川と接続するローマ帝国時代以前にはアイセル川の上流部分であったことから、オランダではこのように呼ばれている。

## 概要
ローマ帝国時代の掘削により、ライン川がアイセル川の流量の多くを供給するようになったが、ライン川から見ればそのアイセル川へと流れ込む流量はごくわずかである。また、ライン川以外にもベルケル川やスヒップベーク川からアイセル川へと水が流れこんでいる。結局、アイセル川はライン＝マース＝スヘルデデルタを構成する一河川でしかなく、アイセルデルタはごくわずかな地域に見られるのみである。
旧アイセル川はドイツノルトライン＝ヴェストファーレン州ボルケン附近に始まり、ヴェセルでライン川と合流するかと言う程接近し、その流れを北西に変える。イッセルブルクを越えるとオランダ国境を跨いで旧アイセル川と呼ばれるようになり（ドイツではイッセル川）、ドゥーティンヘムを経てドゥースブルフでアイセル川に合流する。

## 歴史
旧アイセル川はかつてライン川の支流であった。かつての旧アイセル川は現在のそれより南西側を流れていたが、次第に北東方向へとその場所を転じていった。このため、河川地形を川の南西側に今でも見る事が出来る。そして、その地域の土壌は洪水によって堆積した物となっており、一方で川の北側、東側には砂が卓越している。また、川の水は集水域内の降雨に起源する物も多い。
その後、ライン川がドイツで氾濫し堆積が起こった結果、アイセル川は誕生した。その後、ローマ帝国時代にライン川との間に水路が掘削されたことにより、その合流地点であるドゥースブルフより上流域は別の河川として扱われるようになり、旧アイセル川と呼ばれるようになり現在に至っている。